# Craigmaroinn
Craigmaroinn är ett skär i Storbritannien.   Det ligger i kommunen Aberdeenshire och riksdelen Skottland, i den norra delen av landet, 600 km norr om huvudstaden London.    Närmaste större samhälle är Aberdeen, 10,5 km norr om Craigmaroinn. 